# 鲁道夫·冯·阿尔文斯列本

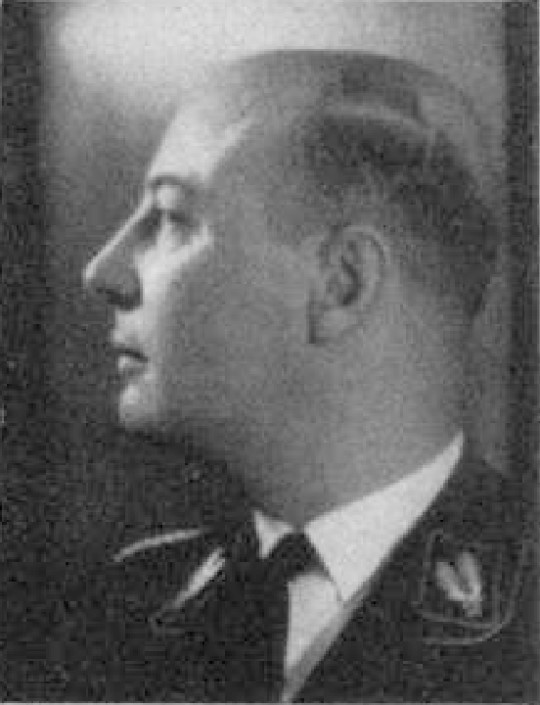
鲁道夫·冯·阿尔文斯列本

鲁道夫-赫尔曼·艾曼努埃·格奥尔格·库尔特·维尔纳·冯·阿尔文斯列本（Ludolf-Hermann Emmanuel Georg Kurt Werner von Alvensleben，1901年3月17日—1970年4月1日）是一位納粹德國党卫队官员。他曾在波兰和苏联的占领区担任党卫队和警察领袖，战后因涉嫌战争罪行（在他的指挥下，至少有4247名波兰人被杀害）被起诉。
1945年4月，阿尔文斯列本被英军逮捕。1945年末，他逃出了位于汉堡市诺因加默区的拘留营。他于1946年初携家属逃亡阿根廷。虽然找不到关于他们何时入境的确切资料，但2000年的一部纪录片则称胡安·裴隆政府于1952年11月27日给予阿尔文斯列本公民身份，此时他已改名为“卡洛斯·吕克”（Carlos Lücke）。他在布宜诺斯艾利斯生活到1956年7月，接着搬到了小村庄圣罗莎卡拉穆奇塔（Santa Rosa de Calamuchita）。他自1952年11月起在當地养鱼。波兰一法庭曾缺席判处阿尔文斯列本死刑。
1964年1月，慕尼黑区法庭因阿尔文斯列本在1939年末在波兰指挥民族自卫队屠杀了至少4247人而发布了逮捕令。检方的努力并未对阿尔文斯列本产生影响，他于1970年死于阿根廷，而且从未出庭受审。